# Wilma Terezinha Anselmo-Lima
Wilma Terezinha Anselmo-Lima (26 de outubro de 1956, Taquaritinga, São Paulo) é médica, professora e pesquisadora brasileira. Reconhecida como a primeira mulher a presidir a Associação Brasileira de Otorrinolaringologia e Cirurgia Cérvico-facial (ABORL-CCF).

## Início da vida e formação acadêmica
Wilma Terezinha Anselmo-Lima nasceu na cidade de Taquaritinga, São Paulo. Seu pai, Horácio Anselmo, era marceneiro, e sua mãe, Wilma Therezinha da Silva Anselmo, era dona de casa.
Graduou-se em Medicina pela Universidade Federal do Triângulo Mineiro em 1982. Em 1984, concluiu sua especialização em Otorrinolaringologia na Faculdade de Medicina de Ribeirão Preto da Universidade de São Paulo (USP). Obteve o título de mestre em 1988 e doutora em 1993, sob orientação do professor José Antonio Apparecido de Oliveira.
Entre 1998 e 1999, realizou um pós-doutorado na University College London Medical School, com apoio da Fundação de Amparo à Pesquisa do Estado de São Paulo (FAPESP). Em 2001, obteve o título de livre-docente pela Universidade de São Paulo.

## Carreira acadêmica
Desde 1988, Wilma Anselmo-Lima é docente da Faculdade de Medicina de Ribeirão Preto da USP. Atuou como professora assistente doutora de 1993 a 2001, tornando-se professora associada em 2001 e, posteriormente, professora titular em 2013 no Departamento de Oftalmologia, Otorrinolaringologia e Cirurgia de Cabeça e Pescoço da FMRP-USP.
Além de suas atividades acadêmicas, atua como pesquisadora e cirurgiã no Hospital das Clínicas da Faculdade de Medicina de Ribeirão Preto-USP.

## Áreas de atuação
Sua pesquisa é voltada para a otorrinolaringologia, com foco em rinologia. Seus principais temas de estudo incluem:
- Respiração bucal[2]
- Obstrução nasal[2]
- Rinossinusites agudas e crônicas[2]
- Regeneração da mucosa nasal[2]

## Prêmios e reconhecimentos
Wilma Anselmo-Lima recebeu diversas premiações ao longo de sua carreira, incluindo:
- 1º lugar no prêmio "Melhor Trabalho - Digital scent device for olfactory assessment" (IX Rhinology, 2022);[2][1]
- Melhor trabalho apresentado no IV Combined Meeting (2019);[1][2]
- Prêmio José Antonio Apparecido de Oliveira por trabalhos destacados na Residência Médica (2012, 2011, 2010, 2009);[1]
- Homenageada como docente pela Faculdade de Medicina de Ribeirão Preto-USP por diversas turmas;[2]
- Em 2021 a ABORL criou o personagem virtual "Wilminha", um avatar com o intuito de potencializar a atuação da Associação junto à sociedade.[3]

## Publicações e contribuições científicas
Wilma Anselmo-Lima possui mais de 400 publicações científicas em periódicos nacionais e internacionais, autora de livros e editora de periódicos. Já orientou mais de 70 alunos para títulos de mestres e doutores. Suas pesquisas têm contribuído para o avanço da otorrinolaringologia, especialmente no estudo da fisiopatologia e tratamento das doenças nasossinusais.

## Vida pessoal
Wilma Anselmo-Lima é casada com Ronaldo Silveira Lima, médico, e tem uma filha, Mayra Anselmo Silveira Lima. É torcedora do Palmeiras.